# Округа Судана

Округа Судана

Округа являются административной единицей Судана. Несколько округов объединяются в провинции или штаты. На данный момент Судан состоит из 86 округов. До получения Южным Суданом независимости, провинции Судана были разделены на 133 округа.
Округа Судана по штатам (провинциям):

## Эль-Гезира

Округа провинции Эль-Гезира

1. Округ Эль-Камлин
2. Округ Восточный Эль-Гезира
3. Округ Северный Эль-Гезира
4. Округ Эль-Махагиль
5. Округ Южный Эль-Гезира
6. Округ Ум-эль-Гура
7. Округ Восточный Эль-Гезира

## Гедареф

Округа провинции Гедареф

1. Округ Эль-Фав
2. Округ Эль-Гедареф
3. Округ Эль-Рахд
4. Округ Эль-Галабат

## Голубой Нил

Округа провинции Голубой Нил

1. Округ Эд-Дамазин
2. Округ Эль-Росеирис
3. Округ Кейсман
4. Округ Боу
5. Округ Кормук

## Кассала

Округа провинции Кассала

1. Округ Сетеет
2. Округ Нахр Атбара
3. Округ Кассала
4. Округ Эль-Гаш
5. Округ Хамашкариб
6. Округ Эль-Фушга

## Хартум

Округа провинции Хартум

1. Округ Хартум
2. Округ Ум-Бадд
3. Округ Омдурман
4. Округ Карари
5. Округ Хартум Бахри
6. Округ Восточный Нил
7. Округ Южный Хартум

## Северный Дарфур

Округа провинции Северный Дарфур

1. Округ Меллит
2. Округ Кутум
3. Округ Кабкабия
4. Округ Эль-Фашер
5. Округ Ум-Кадада

## Северный Кордофан

Округа провинции Северный Кордофан

1. Округ Саудари
2. Округ Джебрат-аль-Шейх
3. Округ Шейкан
4. Округ Бара
5. Округ Ум-Раваба
6. Округ Эн-Нухуд
7. Округ Гебеиш

## Северная

Округа Северной провинции

1. Округ Вади-Хальфа
2. Округ Донгола
3. Округ Мерави
4. Округ Эд-Дебба

## Красное море

Округа провинции Красное Море

1. Округ Халаиб
2. Округ Порт-Судан
3. Округ Синкат
4. Округ Токар

## Нил

Округа провинции Нил

1. Округ Абу-Хамад
2. Округ Бербер
3. Округ Эд-Дамер
4. Округ Атбара
5. Округ Шенди
6. Округ Эль-Матамма

## Сеннар

Округа провинции Сеннар

1. Округ Сеннар
2. Округ Синга
3. Округ Ад-Диндер

## Южный Дарфур

Округа провинции Южный Дарфур

1. Округ Кас
2. Округ Эдд-аль-Фурсан
3. Округ Ньяла
4. Округ Шеария
5. Аль-Деаин
6. Округ Адаяла
7. Округ Бурам
8. Округ Тулус
9. Округ Рехед-аль-Бирди

## Южный Кордофан

Округа провинции Южный Кордофан

1. Округ Диллинг
2. Округ Рашад
3. Округ Абу-Губейха
4. Округ Талоди
5. Округ Кадугли
6. Округ Лагава
7. Округ Ас-Салам
8. Округ Абьей

## Западный Дарфур

Округа провинции Западный Дарфур

1. Округ Кулбус
2. Округ Аль-Генеина
3. Округ Заллинги
4. Округ Джебель-Марра
5. Округ Хабиллах
6. Округ Вади Салих
7. Округ Мукджар

## Белый Нил

Округа провинции Белый Нил

1. Округ Ад-Дуэйм
2. Округ Аль-Гутаина
3. Округ Кости
4. Округ Аль-Джабалиан